# Andris Piebalgs

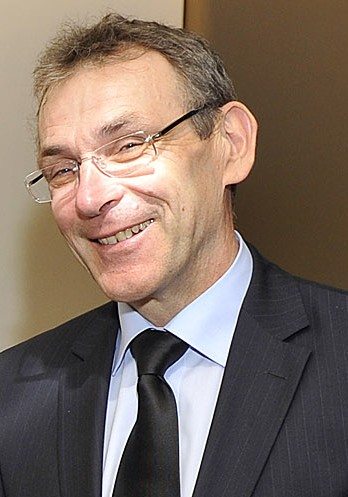
Andris Piebalgs in 2010

Andris Piebalgs (Valmiera, 17 september 1957) is een Letse politicus. Van 9 februari 2010 tot 1 november 2014 was hij Europees commissaris belast met Ontwikkelingssamenwerking in de commissie-Barroso II. Daarvoor was hij commissaris belast met Energiebeleid in de commissie-Barroso I.
Piebalgs studeerde in Riga. In de jaren 80 keerde hij terug naar Valmiera als leraar. Nadat Letland onafhankelijk werd van de Sovjet-Unie was hij achtereenvolgens minister van Onderwijs (1990-1993) en Financiën (1994-1995). Van 1995 tot 1997 was hij Lets ambassadeur in Estland.
Op 1 november 2014 werd hij als Lets Eurocommissaris opgevolgd door Valdis Dombrovskis. Zijn portefeuille werd overgenomen door Neven Mimica.
Joaquín Almunia · Catherine Ashton · José Manuel Barroso · Jacques Barrot · Joe Borg · Karel De Gucht · Stavros Dimas · Benita Ferrero-Waldner · Ján Figeľ · Franco Frattini · Mariann Fischer Boel · Dalia Grybauskaitė · Danuta Hübner · Siim Kallas · Meglena Koeneva · László Kovács · Neelie Kroes · Markos Kyprianou · Peter Mandelson · Charlie McCreevy · Louis Michel · Leonard Orban · Andris Piebalgs · Janez Potočnik · Viviane Reding · Olli Rehn · Paweł Samecki · 
Algirdas Šemeta · Vladimír Špidla · Antonio Tajani · Androulla Vassiliou · Günter Verheugen · Margot Wallström
Joaquín Almunia · László Andor · Catherine Ashton · Michel Barnier · José Manuel Barroso · Tonio Borg (vanaf 28 november 2012) · Dacian Cioloş · John Dalli (tot 16 oktober 2012)  · María Damanáki · Jacek Dominik (sinds 16 juli 2014) · Štefan Füle · Karel De Gucht  · Máire Geoghegan-Quinn · Kristalina Georgieva · Johannes Hahn · Connie Hedegaard · Siim Kallas · Jyrki Katainen (sinds 16 juli 2014) · Neelie Kroes · Janusz Lewandowski (tot 1 juli 2014) · Cecilia Malmström · Neven Mimica · Ferdinando Nelli Feroci (sinds 16 juli 2014) · Günther Oettinger · Andris Piebalgs · Janez Potočnik · Viviane Reding (tot 1 juli 2014) · Olli Rehn (tot 1 juli 2014) · Martine Reicherts (sinds 16 juli 2014) · Maroš Šefčovič · Algirdas Šemeta · Antonio Tajani (tot 1 juli 2014) · Androulla Vassiliou